# Чердак
Чердак (рум. Cerdac) — село у повіті Бакеу в Румунії. Адміністративно підпорядковане місту Сленік-Молдова.
Село розташоване на відстані 202 км на північ від Бухареста, 48 км на південний захід від Бакеу, 131 км на південний захід від Ясс, 148 км на північний захід від Галаца, 95 км на північний схід від Брашова.

## Населення
За даними перепису населення 2002 року у селі проживали 1324 особи, з них 1323 особи (99,9%) румунів. Рідною мовою 1323 особи (99,9%) назвали румунську.